# NGC 978
NGC 978 è una galassia lenticolare situata nella costellazione del Triangolo, a una distanza di circa 217 milioni di anni luce dalla nostra Via Lattea.

## Scoperta
La galassia è stata scoperta il 22 novembre 1827 dall'astronomo britannico John Herschel.

## Descrizione
NGC 978 forma una coppia di galassie interagenti con la piccola compagna PGC 9823, designata NGC 978B da Wolfgang Steinicke e NGC 978 NED02 dal database NASA/IPAC.